# Chiesa di San Giovanni Battista alle Navi
La chiesa di San Giovanni Battista alle Navi o chiesa di San Giovanni decollato è un edificio religioso di origine medievale situato in contrà San Giovanni delle Navi, ora via Euganea, a Padova. Con Santa Maria Iconia era commenda dei Cavalieri di Malta.

## Storia
Non si hanno importanti informazioni sulla storia dell'edificio, che è però nominato già nel 1241. Nel XVII secolo appare come chiesa a commenda dei Cavalieri di Malta, con Santa Maria Iconia dipendente dal Priorato di San Giovanni di Malta a Venezia. Il Portenari nel 1623 la definiva "antichissima". Secondo alcune ipotesi, la chiesa medievale si trovava precedentemente all'inizio della via, a ridosso del ponte, nel luogo occupato dal palazzo barocco in cui ora si trova un tondo con croce di Malta; l'attuale edificio, di modeste dimensioni, sarebbe stato costruito nell'attuale posizione solo nel secolo XVIII. Altri protendono ad individuare nella struttura attuale la fondazione duecentesca, in seguito alterata pesantemente. Forse uno studio approfondito della stratificazione dell'alzato potrebbe porre fine alle varie interpretazioni dei documenti.
La chiesa sin dal tempo delle soppressioni napoleoniche è oratorio soggetto alla Cattedrale.
Nella chiesa è sepolto Jacopo da Carrara, grande oppositore delle mire ghibelline di Ezzelino (famoso l'alterco tra i due alla presenza dell'Imperatore Federico II) che venne decapitato sul ponte di San Giovanni della Navi nel 1240 su ordine del filoezzeliniano podestà Tebaldo Francesco.

## Descrizione

### Esterno

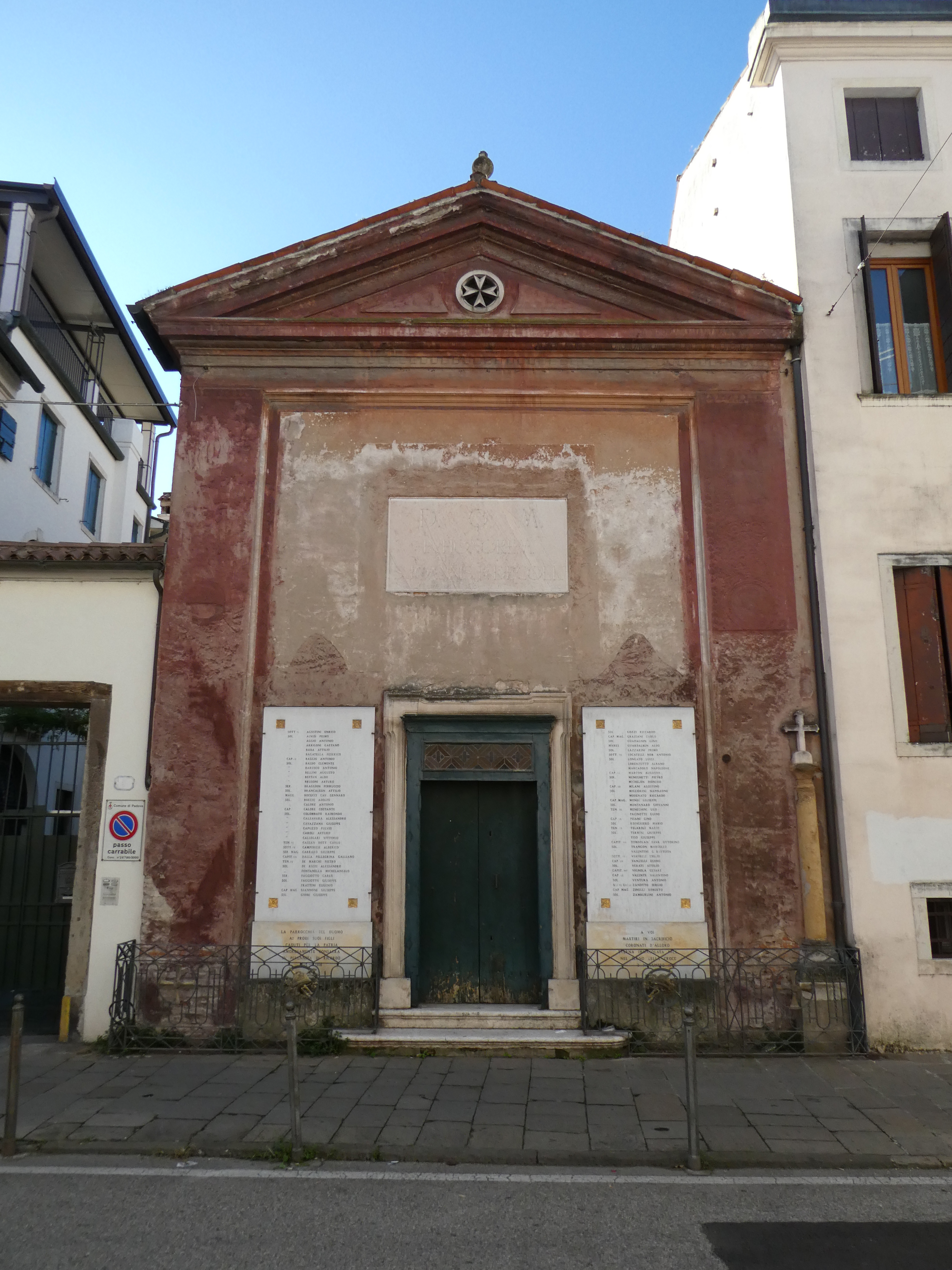
Vista frontale

Architettonicamente la struttura è modesta. La costruzione si impone quasi direttamente sulla strada, con facciata (rivolta a nord) intonacata a rosso pompeiano e avorio, mossa da due lesene laterali che segnano un lacunare su cui si apre il semplice portale modanato settecentesco, reca tracce di antiche decorazioni; ai lati, lapidi commemorative della prima guerra mondiale, segnalate anche da una bassa ringhiera che le circonda. Sopra, una lapide marmorea reca il titolo della chiesa. A destra, una colonna crociata medievale in pietra, che forse un tempo segnalava una zona cimiteriale. Il fianco è aperto da finestre termali. Si innalza pure un campaniletto a vela, forse seicentesco.

### Interno
L'interno è voltato a botte, con decorazioni settecentesche. Sul fondo l'unico altare, barocco arricchito da una pala tardo cinquecentesca raffigurante il martirio di San Giovanni Battista (per il Moschetti da attribuire a Domenico Fiorisello) che nel 1770 sostituì un Battesimo di Cristo di Paolo Caliari portato a Santa Maria Iconia per porlo al riparo dall'umidità che lo stava danneggiando. Ai lati tele del XVII secolo e una grande tavola gotica (XIV secolo) raffigurante la Vergine col Bambino ed angeli.

### Organo a canne
Sulla cantoria in controfacciata, si trova l'organo a canne ancora intatto più antico di Padova, costruito nel 1783 da Francesco Dacci, successivamente modificato nel 1860 da Angelo Agostini, dove verranno asportate due file di canne, tutt'oggi mancanti.
Lo strumento, posto entro una cassa lignea ingentilita da festoni retti da putti che convergono verso il busto di un santo e con mostra a cuspide unica, è integralmente a trasmissione meccanica ed ha una tastiera di 45 note ed una pedaliera a leggio costantemente unita al manuale.
| I - Manuale      |        |
| Principale bassi | 8'     |
| Ottava           | 4'     |
| Decimaquinta     | 2'     |
| Decimanona       | 1 1/3' |
| Vigesimaseconda  | 1'     |
| Voce umana       | 8'     |
| Ottavino         | 2'     |
| Flauto           | 2 2/3' |